# 국제 연대 운동
국제 연대 운동(영어: The International Solidarity Movement, ISM)은 비폭력, 직접행동의 방법과 원칙으로 이스라엘인의 인종분리정책에 대항하는 팔레스타인인이 이끄는 운동이다.

## 출발
2001년 8월에 팔레스타인인과 이스라엘인 활동가로 구성된 작은 모임에서 출발했으며, 팔레스타인인들에게 항거할 수 없는 점령군에 대해 비폭력 저항을 할 수 있게 하는 국제 연대와 성명 등으로 팔레스타인인 민중의 저항을 지지하고 응원하기 위해 만들어졌다.

## 목적
이 단체는 팔레스타인인이 이끄는 비폭력 저항운동에서 국제 협력의 중요성에 대해 다음과 같이 주장한다.
- 전 세계의 주된 언론 매체에 알림

팔레스타인인의 투쟁은 주 언론 연합 매체에 정확하게 전달되지 않고 있다. 이스라엘인과 팔레스타인인은 땅 조각을 두고 다투는 공존할 수 없는 양면이다. 실제로는 이스라엘의 인종분리정책 폭정이 팔레스타인의 존재의 권리에 도전하고 있고, 팔레스타인인의 자유, 자결권 및 인권을 향한 투쟁에 맞서고 있다. 정확한 보도는 국제 사회에 대한 책임이다.
- 개별 증언과 정보 전달

국제연대가 있어 하루하루 괴롭힘과 폭력에 시달려도 위안이 된다. 특히 기사 작성이나 촬영 등의 일을 하는 국제 민간인들이 팔레스타인인의 증언을 듣고 집에 돌아가 그 들의 모임에서 어떤 일이 일어났는지에 대해 이야기 할 수 있게 한다.
- 혼자가 아니다 라고 하고 희망을 주는일

인종분리정책은 팔레스타인인을 고립시키고 다른 세계와 서로간에 소통을 막는다. 국제 민간인의 존재가 팔레스타인인의 사회에 희망을 준다. – “우리는 보고, 듣고, 당신들과 함께 하고 있다.” 비폭력 직접행동이 인종분리정책을 결국 무너뜨릴 것이라는 믿음은 우리 철학의 초석이자 신탁이다.

## 활동
국제 연대 운동과 함께하는 모임이 팔레스타인에게 비폭력 저항을 가르치는 것이 아니다. 팔레스타인인은 항상 비폭력적으로 항거해왔다. 국제 연대 운동은 다음 행동으로 팔레스타인인이 인종분리정책에 저항하고 자유를 위한 요구를 할 수 있게 도와준다.
- 직접행동

비폭력 행동에 참여하고 불법 인종분리정책 장벽의 건설을 분쇄하고 농부들의 밭에 따라가고, 퇴거나 파괴의 위협을 받고 있는 이웃들과 같이 살거나 가까이 하는 일.
- 기록

인종분리정책 아래의 일상과 이스라엘 군대에 의한 인권과 국제법 침해에 대해 지역, 국제 언론에 기록과 보도.
기록의 필요성은 불법과 부정한 행동이 벌어지고 있는 것을 보여주는 것 뿐 아니라, 사안별로 경찰과 법정에 제공할 명확하고 믿을 만한 증거를 제공해 주기도 한다.